# Aires Kopke
Aires José Kopke Correia Pinto ComA • GOA • CvSE (Santo André e Santa Marinha, Lisboa, 14 de fevereiro de 1866 — São Sebastião da Pedreira, Lisboa, 13 de março de 1947) foi um médico naval da Armada Portuguesa, professor e investigador, que se distinguiu no campo da bacteriologia e da epidemiologia.

## Biografia
Nasceu na freguesia de Santo André e Santa Marinha, em Lisboa (posteriormente, freguesia da Graça), onde foi batizado como filho de pais incógnitos a 18 de fevereiro de 1866. Foi levado a batizar pela parteira Maria Luísa, tendo sido seu padrinho de batismo Alfredo Teodoro Kopke Correia Pinto, de quem herdou os apelidos.
Era parente do 1.º Barão de Ramalde depois 1.º Barão de Vilar e do 1.º Barão de Massarelos.
Kopke formou-se com distinção em Medicina pela Escola Médico-Cirúrgica de Lisboa em 1899, e nesse mesmo ano ingressou como oficial médico na Marinha de Guerra Portuguesa, iniciando uma carreira de médico naval na qual se reformou no posto de capitão-de-mar-e-guerra.
Iniciou a carreira como médico e professor na Escola Naval, tendo-se em 1894 especializado nas técnicas da bacteriologia e da parasitologia com Câmara Pestana, de quem fora colega de curso e em cujo laboratório colaborava. Assumiu em 1897 a direcção do Gabinete Bacteriológico do Hospital da Marinha.
A 1 de outubro de 1898, casou na igreja paroquial dos Anjos, em Lisboa, com Adelaide dos Prazeres Metelo Vasques (Anjos, Lisboa, c. 1877), filha de José Lúcio Vasques e de Mariana Benedita Metelo Vasques. Foram testemunhas do casamento o pai da noiva e o Dr. Luís da Câmara Pestana. Deste casamento nasceu Maria Luísa Vasques Kopke Correia Pinto (Alcântara, Lisboa, c. 1901), casada com o arquiteto Porfírio Pardal Monteiro.
Interessado pelas doenças tropicais, dedicou-se durante os anos finais da década de 1890 à investigação laboratorial sobre doenças tropicais no rudimentar laboratório de microbiologia da Escola Naval, do qual era coordenador. Datam dessa época os seus primeiros trabalhos sobre o paludismo (malária), referenciados por Alphonse Laveran (1845-1922) na obra Traité du paludisme (1907). Em 1901 integrou a primeira missão de estudo da doença do sono realizada em Angola e nas ilhas de São Tomé e Príncipe.
Em 1902 Kopke transitou da Escola Naval para o cargo de professor da Escola de Medicina Tropical de Lisboa, nomeação que resultou do prestígio científico que alcançara na área, ficando encarregado da elaboração curricular do curso de Medicina Tropical que ali viria a ser ministrado. Naquela escola foi responsável pela cadeira de Bacteriologia e Parasitologia Tropical, realizando importantes trabalhos de investigação sobre o beribéri e a doença do sono em São Tomé e Príncipe e em Moçambique. Foi director da Escola de Medicina Tropical entre 1928 e 1936. Entre 1946 e 1947, foi chefe dos Serviços Bacteriológicos de Assistência aos Tuberculosos no Instituto Bacteriológico de Câmara Pestana.
Aolongo da sua carreira destacou-se no campo da medicina tropical, particularmente no estudo da doença do sono e pela investigação sobre a terapêutica na primeira fase da doença, tarefa à qual dedicou toda sua carreira. Publicou uma memória sobre o Trypanosoma gambiense, que o tornou conhecido e abriu caminho para o tratamento mais eficaz da doença do sono.
Foi condecorado com os graus de Cavaleiro da Real Ordem Militar de Santiago da Espada, Comendador da Ordem Militar de São Bento de Avis a 11 de Março de 1919 e Grande-Oficial da Ordem Militar de São Bento de Avis a 19 de Outubro de 1920. Foi membro do Conselho Superior das Colónias e do Conselho do Império, sócio da Sociedade de Ciências Médicas de Lisboa, instituição a que presidiu em 1915, sócio da Sociedade de Geografia de Lisboa, sócio da Société de Pathologie Exotique de Paris, sócio da Royal Society of Tropical Medicine and Hygiene, sócio do Royal Institute of Publique Health de Londres e sócio do Institut Colonial International de Bruxelas.
Morreu a 13 de março de 1947, aos 81 anos, em sua casa, sita na Rua António Enes, n.º 18, freguesia de São Sebastião da Pedreira, em Lisboa, vítima de endocardite crónica. Foi sepultado no cemitério de Benfica, em jazigo de família.

## Obras publicadas
Entre muitas outras obras, é autor das seguintes publicações: 
- Estudo da doença do sono, Lisboa, Typo. da Cooperativa Militar, 1916 (memória premiada no concurso de 1915 e apresentada sob a divisa Therapia Sterilisans Magna pelo autor à Comissão de Protecção aos Indigenas das Colónias Portuguesas).
- «Trypanosomiasis Humaine». In: XV Congrès International de Médecine. Médecine Coloniale et Navale. Lisboa: Imprimerie Adolpho de Mendonça. Seção 17, abril de 1906. pp. 233-260.